# Tên của đóa hồng
Tên của đoá hồng (tiếng Ý: Il nome della rosa [il ˈnoːme della ˈrɔːza]) là cuốn tiểu thuyết đầu tay năm 1980 của tác giả người Ý Umberto Eco. Tác phẩm nói đến một vụ án giết người bí ẩn lịch sử lấy bối cảnh tại một tu viện ở Ý vào năm 1327, và một bí ẩn trí tuệ kết hợp ký hiệu học trong tiểu thuyết, phân tích Kinh thánh, nghiên cứu thời trung cổ và lý thuyết văn học. Nó đã được dịch sang tiếng Anh bởi William Weaver vào năm 1983.
Cuốn tiểu thuyết đã bán được hơn 50 triệu bản trên toàn thế giới và trở thành một trong những cuốn sách bán chạy nhất từng được xuất bản. Nó đã nhận được nhiều giải thưởng và danh hiệu quốc tế, chẳng hạn như Giải thưởng Strega năm 1981 và Giải thưởng Medicis Étranger năm 1982, và được xếp hạng 14 trong danh sách 100 Cuốn sách của Thế kỷ của Le Monde.
Cuốn tiểu thuyết này được dịch bởi dịch giả Lê Chu Cầu sang tiếng Việt.

## Tóm tắt cốt truyện
Năm 1327, tu sĩ dòng Phanxicô William xứ Baskerville và Adso xứ Melk, một tập sinh dòng Biển Đức đi dưới sự bảo vệ của ông, đến một tu viện Dòng Biển Đức ở miền Bắc nước Ý để tham dự một cuộc tranh luận thần học. Tu viện này đang được sử dụng làm nơi trung lập trong cuộc tranh chấp giữa Giáo hoàng John XXII và các tu sĩ dòng Phanxicô, những người bị nghi ngờ là dị giáo.
Tu viện bị xáo trộn bởi cái chết của Adelmo xứ Otranto, một hoạ sư được kính trọng vì những bức tranh minh họa của ông. Adelmo rất giỏi trong các tác phẩm nghệ thuật hài hước, đặc biệt là về các vấn đề tôn giáo. William được viện trưởng của tu viện, Abo xứ Fossanova, để điều tra cái chết: Trong cuộc điều tra của mình, anh ấy đã tranh luận với một trong những tu sĩ lâu đời nhất trong tu viện, Jorge xứ Burgos, về ý nghĩa thần học của tiếng cười, điều mà Jorge coi thường.
Ngày hôm sau, một học giả của Aristotle và dịch giả tiếng Hy Lạp và tiếng Ả Rập, Venantius xứ Salvemec, được tìm thấy đã chết trong một thùng tiết lợn. Severinus xứ Sankt Wendel, nhà thảo dược, nói với William rằng cơ thể của Venantius có vết đen trên lưỡi và ngón tay, điều này cho thấy có chất độc. Benno xứ Uppsala, một học giả hùng biện, tiết lộ với William rằng thủ thư, Malachi của Hildesheim, và trợ lý của anh ta là Berengar của Arundel, có một mối quan hệ đồng giới, cho đến khi Berengar quyến rũ Adelmo, người đã tự sát vì mâu thuẫn tôn giáo xấu hổ. Các tu sĩ duy nhất khác biết về sự bừa bãi là Jorge và Venantius. Bất chấp việc Malachi cấm William và Adso vào thư viện mê cung, họ vẫn thâm nhập vào mê cung và phát hiện ra rằng phải có một căn phòng bí mật, được đặt tên là finis Africae sau ranh giới địa lý được cho là của thế giới. Họ tìm thấy một cuốn sách trên bàn của Venantius cùng với một số ghi chú khó hiểu. Ai đó giật lấy cuốn sách, và họ đuổi theo vô ích.
Đến ngày hôm sau, Berengar mất tích, điều này gây áp lực lên William. William biết được Salvatore xứ Montferrat và Remigio xứ Varagine, hai tu sĩ hầm rượu, có tiền sử với những kẻ dị giáo Dulcinian như thế nào. Adso trở lại thư viện một mình vào buổi tối. Khi rời thư viện qua nhà bếp, Adso bị quyến rũ bởi một cô gái nông dân, người mà anh có trải nghiệm tình dục đầu tiên. Sau khi thú nhận với William, Adso được miễn tội, mặc dù anh ta vẫn cảm thấy tội lỗi.
Vào ngày thứ tư, Berengar được tìm thấy chết đuối trong bồn tắm, với ngón tay và lưỡi của anh ta có những vết tương tự như vết ở Venantius. Bernard Gui, một thành viên của Tòa án dị giáo, đến để tìm kiếm kẻ sát nhân thông qua sắc lệnh của giáo hoàng. Gui bắt cô gái nông dân mà Adso yêu, cũng như Salvatore, buộc tội cả hai là dị giáo và phù thủy sau khi tìm thấy họ bằng bùa yêu nghiệp dư của Salvatore (trứng, một con mèo đen và một con gà).
Trong cuộc tranh luận thần học vào ngày hôm sau, Severinus, sau khi lấy được một cuốn sách "kỳ lạ", được tìm thấy đã chết trong phòng thí nghiệm của mình (bị một quả cầu nặng nề đập vào đầu), khiến William và Adso phải tìm kiếm cuốn sách. Họ tìm thấy nó, nhưng không nhận ra nó; thay vào đó nó được đảm nhận bởi Benno, người sau đó đồng ý với yêu cầu của Malachi rằng anh ta trở thành Trợ lý Thủ thư. Remigio và Malachi đều là nhân chứng về cái chết của Severinus. Remigio bị Gui thẩm vấn tại tòa án, người có thể buộc anh ta tiết lộ quá khứ dị giáo, và sau đó thú nhận sai về tội ác của Tu viện dưới sự đe dọa tra tấn. Remigio, Salvatore và cô gái nông dân bị bắt đi và được cho là đã chết. Để đối phó với những bi kịch gần đây trong tu viện, Jorge dẫn đầu một bài giảng về sự xuất hiện của Kẻ chống Chúa cứu thế.
Malachi, cận kề cái chết, trở lại bài giảng sớm vào ngày thứ sáu, và những lời cuối cùng của ông liên quan đến bọ cạp. Nicholas xứ Morimondo, thợ lắp kính, nói với William rằng bất cứ ai là thủ thư sau đó sẽ trở thành Trụ trì, và với ánh sáng mới, William đến thư viện để tìm kiếm bằng chứng. Trụ trì đau khổ vì William đã không giải quyết được tội ác và Tòa án dị giáo đang làm suy yếu anh ta, vì vậy anh ta đã sa thải William. Đêm đó, William và Adso thâm nhập vào thư viện một lần nữa và bước vào finis Africae bằng cách tình cờ giải được câu đố từ nguyên của nó.
William và Adso phát hiện ra Jorge đang đợi họ trong căn phòng cấm. Anh ta thú nhận rằng anh ta đã chủ mưu Tu viện trong nhiều thập kỷ, và nạn nhân cuối cùng của anh ta là chính Viện trưởng, người đã bị mắc kẹt đến chết ngạt bên trong lối đi thứ hai dẫn đến căn phòng. William yêu cầu Jorge cho cuốn sách thứ hai Thi pháp học của Aristole, mà Jorge vui vẻ cung cấp. Trong khi lật qua các trang nói về đức tính của tiếng cười, William suy luận rằng Jorge - không thể phá hủy bản sao cuối cùng của cuốn sách này - đã tẩm thạch tín vào các trang, giả sử chính xác rằng người đọc sẽ phải liếm ngón tay của mình để lật chúng. Hơn nữa, William kết luận rằng Venantius đang dịch cuốn sách khi anh ta không chịu nổi chất độc arsen. Berengar đã tìm thấy anh ta và sợ bị lộ, đã vứt xác trong tiết lợn trước khi lấy cuốn sách và chết trong bồn tắm. Malachi đã được Jorge dụ để lấy nó từ kho chứa của Severinus, nơi Berengar đã chuyển nó đi, vì vậy anh ta đã giết Severinus, lấy cuốn sách và chết sau khi điều tra nội dung của nó. Jorge xác nhận những suy luận của William và biện minh cho hành động khó xảy ra này là một phần của kế hoạch thiêng liêng.
Những cái chết tương ứng theo thứ tự và biểu tượng với Bảy tiếng kèn trong Khải Huyền kêu gọi các vật thể từ trên trời rơi xuống (nhảy từ tháp của Adelmo), vũng máu (Venantius), chất độc từ nước (Berengar), sự va chạm của các vì sao (đầu của Severinus). đã bị nghiền nát bởi một quả địa cầu), bọ cạp (mà Ma-la-chi hay nói đến), châu chấu và lửa. Trình tự này, được giải thích trong suốt cốt truyện (đến mức được chính William chấp nhận) là công việc có chủ ý của một kẻ giết người hàng loạt, trên thực tế là kết quả ngẫu nhiên trong kế hoạch của Jorge. Ông ta ăn hết các trang bị nhiễm độc của cuốn sách và sử dụng đèn lồng của Adso để đốt lửa, ngọn lửa giết chết ông ta, thiêu rụi thư viện, sau đó lan rộng và phá hủy toàn bộ tu viện. Adso triệu tập các tu sĩ trong một nỗ lực vô ích để dập tắt ngọn lửa. Khi ngọn lửa lan sang phần còn lại của tu viện, William than thở về sự thất bại của mình. Bối rối và bị đánh bại, William và Adso rời khỏi tu viện. Nhiều năm sau, Adso, giờ đã già, quay trở lại đống đổ nát của tu viện và trục vớt bất kỳ mẩu sách vụn và mảnh vỡ nào còn sót lại từ đám cháy, cuối cùng tạo ra một thư viện nhỏ hơn.

## Nhân vật

### Nhân vật chính
- William xứ Baskerville – nhân vật chính, tu sĩ dòng Phanxicô
- Adso xứ Melk – người kể chuyện, tập sinh dòng Biển Đức đi cùng William

### Tại tu viện
- Abo xứ Fossanova - tu viện trưởng của tu viện dòng Biển Đức
- Severinus xứ Sankt Wendel – nhà thảo dược đã giúp đỡ Gugliemo
- Malachi xứ Hildesheim – thủ thư
- Berengar xứ Arundel – trợ lý thủ thư
- Adelmo xứ Otranto – người chiếu sáng, người mới
- Venantius xứ Salvemec – dịch giả các bản thảo
- Benno xứ Uppsala – sinh viên khoa hùng biện
- Alinardo xứ Grottaferrata – tu sĩ lớn tuổi nhất
- Jorge xứ Burgos – tu sĩ mù già
- Remigio xứ Varagine – quản gia hầm rượu
- Salvatore xứ Montferrat – tu sĩ, cộng sự của Remigio
- Nicholas của Morimondo – thợ làm kính
- Aymaro xứ Alessandria – tu sĩ hay ngồi lê đôi mách, chế nhạo
- Pacificus xứ Tivoli
- Peter xứ Sant'Albano
- Waldo xứ Hereford
- Magnus xứ Iona
- Patrick xứ Clonmacnois
- Rabano xứ Toledo

### Nhân vật phụ
- Ubertino xứ Casale – Tu sĩ dòng Phanxicô lưu vong, bạn của William
- Michael xứ Cesena – Tổng Phục vụ Dòng Phanxicô
- Bernard Gui – Điều tra viên
- Bertrand del Poggetto – Hồng y và lãnh đạo quân đoàn Giáo hoàng
- Jerome xứ Kaffa (Jerome of Catalonia hay còn gọi là Hieronymus Catalani) – Giám mục của Kaffa
- Cô gái nông dân từ ngôi làng bên dưới tu viện

## Chủ đề chính
Eco là một giáo sư về ký hiệu học, và đã sử dụng các kỹ thuật siêu tự sự, hư cấu hóa một phần và sự mơ hồ về ngôn ngữ để tạo ra một thế giới phong phú bởi các lớp ý nghĩa. Lời giải cho bí ẩn giết người trung tâm xoay quanh nội dung cuốn sách Hài kịch của Aristotle đã bị thất lạc. Mặc dù vậy, Eco vẫn suy đoán về nội dung và để các nhân vật phản ứng với nội dung đó. Thông qua mô-típ của cuốn sách bị thất lạc và có thể bị bãi bỏ, cuốn sách có thể đã thẩm mỹ hóa sự lố bịch, phi anh hùng và hoài nghi, Eco cũng đưa ra một lời biện hộ đầy mỉa mai về lòng khoan dung và chống lại những chân lý siêu hình giáo điều hoặc tự túc — một góc độ xuất hiện trên bề mặt của cuốn sách. chương cuối cùng. Về vấn đề này, phần kết bắt chước một cuốn tiểu thuyết về ý tưởng, trong đó William đại diện cho tính hợp lý, điều tra, suy luận logic, chủ nghĩa kinh nghiệm và cả vẻ đẹp của tâm trí con người, chống lại chủ nghĩa giáo điều, sự kiểm duyệt của Jorge và theo đuổi việc giữ bí mật, bất kể giá nào. của thư viện đã đóng cửa và ẩn mình với thế giới bên ngoài, bao gồm cả các tu sĩ khác của Tu viện.
Tên của đoá hồng đã được mô tả như một tác phẩm của chủ nghĩa hậu hiện đại. Câu trích dẫn trong cuốn tiểu thuyết, "sách luôn nói về sách khác, và mỗi câu chuyện kể một câu chuyện đã được kể", đề cập đến một ý tưởng hậu hiện đại rằng tất cả các văn bản vĩnh viễn đề cập đến các văn bản khác, thay vì thực tế bên ngoài, đồng thời quay trở lại đối với quan niệm thời trung cổ rằng việc trích dẫn và trích dẫn sách vốn dĩ là cần thiết để viết những câu chuyện mới. Cuốn tiểu thuyết kết thúc bằng một sự trớ trêu: như Eco giải thích trong phần Tái bút cho Tên của Hoa hồng, "rất ít thông tin được phát hiện và vị thám tử bị đánh bại." trong sự mệt mỏi rằng "không có khuôn mẫu." Do đó, Eco lật ngược nhiệm vụ tìm kiếm mục đích, sự chắc chắn và ý nghĩa của chủ nghĩa hiện đại, bỏ lại cốt truyện danh nghĩa, cốt truyện của một câu chuyện trinh thám bị phá vỡ, một loạt cái chết theo một mô hình hỗn loạn do nhiều nguyên nhân, tai nạn và được cho là không có ý nghĩa cố hữu.

## Tiêu đề
Người ta đã chú ý nhiều đến điều bí ẩn mà nhan đề cuốn sách đề cập đến. Trên thực tế, Eco đã tuyên bố rằng ý định của anh ấy là tìm một "danh hiệu hoàn toàn trung lập". Trong một phiên bản của câu chuyện, khi viết xong cuốn tiểu thuyết, Eco vội vàng gợi ý mười cái tên cho nó và yêu cầu một vài người bạn của mình chọn một cái. Họ đã chọn Tên của đoá hồng. Trong một phiên bản khác của câu chuyện, Eco đã muốn có tựa đề trung lập là Adso of Melk, nhưng điều đó đã bị nhà xuất bản của anh ấy phủ quyết, và sau đó tựa đề Tên của đoá hồng "gần như tình cờ đến với tôi." Trong phần tái bút cho Tên của bông hồng, Eco tuyên bố đã chọn tiêu đề "bởi vì bông hồng là một nhân vật tượng trưng giàu ý nghĩa đến mức bây giờ nó hầu như không còn ý nghĩa gì".
Dòng cuối cùng của cuốn sách, "Stat rosa pristina nomine, nomina nuda tenemus" được dịch là: "bông hồng của tuổi già chỉ còn lại cái tên của nó; chúng ta sở hữu những cái tên trần trụi." Cảm giác chung, như Eco đã chỉ ra,là vẻ đẹp của quá khứ, giờ đã biến mất, chúng ta chỉ giữ lại cái tên. Trong cuốn tiểu thuyết này, “bông hồng” đã mất có thể được coi là Thi học của Aristotle (nay đã mất vĩnh viễn), thư viện tinh xảo nay đã bị phá hủy, hay cô nông dân xinh đẹp nay đã chết.
Văn bản này cũng đã được dịch là "Bông hồng của ngày hôm qua chỉ có tên, chúng tôi chỉ có tên trống." Dòng này là một câu thơ của nhà sư thế kỷ thứ mười hai Bernard xứ Cluny (còn được gọi là Bernard xứ Morlaix). Các bản thảo thời Trung cổ của dòng này không thống nhất: Eco trích dẫn nguyên văn một biến thể thời Trung cổ, nhưng Eco không biết vào thời điểm văn bản được in phổ biến hơn trong các ấn bản hiện đại, trong đó tham chiếu đến Rome (Roma), chứ không phải thành hoa hồng (rose hay rosa). Văn bản thay thế, với ngữ cảnh của nó, chạy: Nunc ubi Regulus aut ubi Romulus aut ubi Remus? / Stat Roma pristina nomine, nomina nuda tenemus. Điều này được dịch là "Bây giờ Regulus, hoặc Romulus, hoặc Remus ở đâu? / Rome nguyên thủy chỉ tồn tại trong cái tên của nó; chúng tôi chỉ giữ những cái tên trần trụi."
Tiêu đề cũng có thể là một sự ám chỉ đến vị trí duy danh trong vấn đề phổ quát, do William xứ Ockham đưa ra. Theo chủ nghĩa duy danh, phổ quát là những cái tên trần trụi: không có bông hồng phổ quát, chỉ có tên gọi.

## Ảnh hưởng đến lịch sử và địa lý
William xứ Ockham, người sống trong thời kỳ mà cuốn tiểu thuyết được dựng lên, lần đầu tiên đưa ra nguyên tắc được gọi là Dao cạo Ockham, thường được tóm tắt như một câu châm ngôn rằng người ta phải luôn chấp nhận lời giải thích đơn giản nhất có thể giải thích cho tất cả các sự kiện (một phương pháp được sử dụng bởi William xứ Baskerville trong tiểu thuyết).
Cuốn sách mô tả đời sống tu sĩ vào thế kỷ 14. Hành động diễn ra tại một tu viện Biển Đức trong cuộc tranh cãi xung quanh các học thuyết về sự nghèo khó tuyệt đối của Chúa Kitô và sự nghèo khó của các tông đồ tông đồ giữa các nhánh của Dòng Phanxicô và Dòng Đa Minh; (xem tranh cãi mới về vấn đề nghèo đói). Bối cảnh được lấy cảm hứng từ Tu viện Thánh Michael hoành tráng ở Thung lũng Susa, Piedmont và được Umberto Eco đến thăm. Cuốn sách nhấn mạnh sự căng thẳng này đã tồn tại trong Cơ đốc giáo trong thời trung cổ: Những người theo thuyết tâm linh, một phe trong dòng tu Phanxicô, yêu cầu Nhà thờ phải từ bỏ tất cả của cải, và một số giáo phái dị giáo bắt đầu giết những người khá giả, trong khi phần lớn các tu sĩ dòng Phanxicô và các giáo sĩ đã có một cách giải thích rộng rãi hơn về phúc âm. Ngoài ra, trong bối cảnh là cuộc xung đột giữa Louis IV và Giáo hoàng John XXII, với việc Hoàng đế ủng hộ các Linh hồn và Giáo hoàng lên án họ.
Một số nhân vật, chẳng hạn như Bernard Gui, Ubertino xứ Casale và Minorite Michael xứ Cesena, là những nhân vật lịch sử, mặc dù đặc điểm của Eco về họ không phải lúc nào cũng chính xác về mặt lịch sử. Đặc biệt, chân dung Gui của ông đã bị các nhà sử học chỉ trích rộng rãi là một bức tranh biếm họa phóng đại; Edward Peters đã tuyên bố rằng nhân vật này "khá nham hiểm và khét tiếng ... hơn [Gui] từng có trong lịch sử", và ông và những người khác đã lập luận rằng nhân vật này thực sự dựa trên những miêu tả kỳ cục của những người điều tra và các giáo sĩ Công giáo nói chung trong văn học Gothic thế kỷ 18 và 19, chẳng hạn như The Monk (1796) của Matthew Gregory Lewis. Ngoài ra, một phần đối thoại của cuốn tiểu thuyết được lấy từ sách hướng dẫn điều tra viên của Gui, Practica Inquisitionis Heretice Pravitatis. Trong cảnh điều tra, nhân vật Gui hỏi người quản ngục Remigius, "Bạn tin điều gì?", Remigius trả lời: "Bạn tin điều gì, thưa Chúa?" Gui trả lời, "Tôi tin vào tất cả những gì Kinh Tin kính dạy," và Remigius nói với anh ta, "Vì vậy, tôi tin, thưa Chúa." Sau đó, Bernard chỉ ra rằng Remigius không tuyên bố tin vào Kinh Tin kính, mà tin rằng anh ấy, Gui, tin vào Kinh Tin kính; đây là một ví dụ được diễn giải từ sổ tay điều tra viên của Gui, được sử dụng để cảnh báo những điều tra viên về xu hướng thao túng của những kẻ dị giáo.[23]
Mô tả của Adso về cổng của tu viện có thể nhận ra là cổng của nhà thờ ở Moissac, Pháp. Dante Alighieri và Thần khúc của ông được nhắc đến một lần khi đi ngang qua. Ngoài ra còn có một tài liệu tham khảo nhanh về "Umberto xứ Bologna" nổi tiếng - chính Umberto Eco.